# Campionato sudamericano maschile di pallacanestro 2003
Il 40º Campionato dell'America Meridionale Maschile di Pallacanestro (noto anche come FIBA South American Championship 2003) si è svolto dal 22 al 27 luglio 2003 a Montevideo in Uruguay. Il torneo è stato vinto dalla nazionale brasiliana.
I FIBA South American Championship sono una manifestazione contesa dalle squadre nazionali dell'America meridionale, organizzata dalla CONSUBASQUET (Confederazione America Meridionale), nell'ambito della FIBA Americas.

## Squadre partecipanti
- Argentina
- Brasile
- Cile
- Paraguay
- Uruguay
- Venezuela

## Classifica finale
| Pos | Squadra   | V-P |
| --- | --------- | --- |
|     | Brasile   | 6-0 |
|     | Argentina | 4-2 |
|     | Uruguay   | 4-2 |
| 4   | Venezuela | 2-4 |
| 5   | Cile      | 1-4 |
| 6   | Paraguay  | 0-5 |